# In Concert-Carnegie Hall
In Concert-Carnegie Hall je prvi album v živo ameriškega džezovskega kitarista Georgea Bensona, ki je leta 1976 izšel pri založbi CTI Records. Album vsebuje posnetek koncerta, ki ga je Benson izvedel 11. januarja 1975 v Carnegie Hall v New Yorku. Reizdaja vsebuje dve bonus skladbi. To je tudi edini Bensonov album v živo, ki je izšel pri založbi CTI Records in ga je produciral Creed Taylor.

## Sprejem
Recenzor portala AllMusic, Thom Jurek, je o albumu zapisal: »to je solidni »živi« dosežek, kjer se je Benson vsepovsod izkazal... Ko poslušam to ploščo v 21. stoletju si je težko predstavljati kako je lahko Benson tako hitro prešel od take zvrsti do pop zvezdnika.«

## Seznam skladb
| Št. | Naslov                                        | Pisec                           | Dolžina |
| --- | --------------------------------------------- | ------------------------------- | ------- |
| 1.  | „Introduction‟ (bonus skladba na CD reizdaji) | George Benson                   | 1:17    |
| 2.  | „Take Five‟                                   | Paul Desmond                    | 5:37    |
| 3.  | „Summertime‟                                  | George Gershwin, DuBose Heyward | 7:24    |
| 4.  | „Gone‟                                        | Benson                          | 10:28   |
| 5.  | „Sky Dive‟ (bonus skladba na CD reizdaji)     | Freddie Hubbard                 | 6:57    |
| 6.  | „Octane‟                                      | Benson                          | 10:16   |

## Osebje
- George Benson – kitara, vokal
- Hubert Laws – flavta
- Ronnie Foster – klaviature
- Wayne Dockery – bas
- Marvin Chappell – bobni
- Bernard Fennell – čelo

Nasnemavanje
- Johnny Griggs, Ray Armando – tolkala
- Will Lee – bas
- Steve Gadd, Andy Newmark – bobni
- David Matthews – aranžmaji, dirigent